# Diabetes insipidus
Diabetes insipidus (zkratka DI), česky úplavice močová nebo žíznivka, je skupina onemocnění způsobující narušení hospodaření těla s vodou. Projevuje se velkou žízní a s ní spojenou polyurií. Toto onemocnění je způsobené nedostatkem vasopresinu, známý také jako antidiuretický hormon, který je způsoben poruchou sekrece tohoto hormonu hypotalamem. Někdy bývá diabetes insipidus zaměňován s onemocněním diabetes mellitus, avšak DI s metabolismem glukózy nemá vůbec nic společného a jediné, co obě onemocnění spojuje je jejích název odvozený z průvodního projevu obou onemocnění – tj. polyurie (diabetes = úplavice).

## Projevy a diagnostika
Kvůli nedostatku antidiuretického hormonu nedochází k zahušťování moče, což se projevuje velkou žízní a s ní spojenou polyurií. Paradoxně dochází také k dehydrataci organismu. Velký průtok vody tělem vede ke změně osmotického prostředí, což sekundárně způsobuje hypo- nebo hyperosmolární poruchy vnitřního prostředí. Projevy DI jsou velmi podobné neléčenému diabetu mellitu. Avšak u pacienta s DI není v moči přítomný cukr a ketolátky a nemá hyperglykemii. Dále se DI může projevovat nechutí k jídlu, průjmem, zvracením, s čímž souvisí váhový úbytek.

## Klasifikace
Diabetes insipidus dělíme na několik typů:

### Neurogenní
Neurogenní (neboli centrální) DI, nejznámější forma DI, je způsoben nedostatečnou sekrecí hormonu ADH v hypotalamu.

### Nefrogenní
Nefrogenní DI je způsoben sníženou vnímavostí ledvin vůči ADH.

### Dipsogenní
Dipsogenní DI je způsoben poruchou centra mechanismu žízně lokalizovaném v hypotalamu.

### Gestační
Gestační (neboli těhotenský) DI se vyskytuje pouze u matky v průběhu těhotentví a je způsoben produkcí enzymu vasopressinasy placentou, který katabolizuje rozklad ADH.

## Léčba
Neurogenní a gestační diabetes insipidus se léčí náhradou chybějícího vasopressinu syntetickým analogem vasopressinu – např. Desmopressin ve formě tablet, nitožilní injekce nebo nosních kapek. Pro léčbu nefrogenního DI však syntetická analoga vasopressinu neúčinkují, a proto se využívají diuretický hydrochlorothiazid a jemu podobná léčiva.